# Александрово (Маловоложикьинское сельское поселение)
Александрово — починок в Можгинском районе Удмуртской Республики России.

## География
Починок находится в юго-западной части республики, в зоне хвойно-широколиственных лесов, в пределах Можгинской низменности, на берегу одного из левых притоков реки Тлоинки, к востоку от автодороги 94К-39, на расстоянии примерно 15 километров (по прямой) к северо-востоку от города Можги, административного центра района.

### Климат
Климат характеризуется как умеренно континентальный, с продолжительной холодной многоснежной зимой и относительно коротким тёплым летом. Среднегодовая температура воздуха — 2,4 °С. Средняя температура воздуха самого тёплого месяца (июля) — 18 °C (абсолютный максимум — 36,6 °C); самого холодного (января) — −15 °C (абсолютный минимум — −46,8 °C). Среднегодовое количество атмосферных осадков составляет 340—600 мм, из которых большая часть выпадает в тёплый период. Снежный покров держится в течение 155 дней.

### Часовой пояс
Починок Александрово, как и вся Удмуртская Республика, находится в часовой зоне МСК+1. Смещение применяемого времени относительно UTC составляет +4:00.

## Население
| 2008 | 2010 | 2012 |
| ---- | ---- | ---- |
| 2    | ↗3   | ↗5   |

### Национальный состав
Согласно результатам переписи 2002 года, в национальной структуре населения русские составляли 57 % из 7 чел., удмурты — 43 %.